# MAKI
MAKI（日語：マキ，2006年2月17日— ），本名為宏田力（日语：／ Hirota Riki），另一本名為Riki Maus，是德日混血的日本男歌手，現為YX LABELS旗下的男子團體&TEAM成員，2022年12月7日在日本出道。

## 簡介與早年經歷
宏田力，藝名為MAKI，東京都出身，爸爸是德國人，媽媽是日本人，身高183.5公分，血型O。童年時就在兒童劇團，一直想成為舞台劇演員，雖然有出演音樂劇的經歷，但看到選秀節目《I-LAND》後，想改變方向往其他演藝方面發展，在中學時放棄了成為舞台劇演員的夢想，挑戰選秀節目《＆AUDITION》。成為HYBE練習生契機，是在舞台上演出時，HYBE的人員看到了，並發出徵選的邀請，於面試審查中，唱了BTS的〈Butterfly〉，跳了SEVENTEEN的〈HIT〉，從審查會場回家的路上，媽媽的手機就收到了合格郵件。

## 演藝生涯

### 出道前
2018至2019年，於BDP project (B-PRO)的兒童音樂劇團培訓，並出演《オン・ユア・フィート！》、《ブラッケン・ムーア～荒地の亡霊～》等舞台劇。
2022年7月9日，出演日本選秀節目《&AUDITION - The Howling -》，同年9月3日，於節目最後一集以第三名的成績成為&TEAM成員。

### 2022年至今：&TEAM
2022年12月7日，以男團&TEAM成員身份發行首張迷你專輯《First Howling : ME》在日本出道。

## 媒體作品

### 綜藝節目
| 年份   | 日期           | 電視台／OTT   | 節目名稱      | 集數 | 備註       |
| ------ | -------------- | ------------- | ------------- | ---- | ---------- |
| 2022年 | 7月9日－9月3日 | hulu、YouTube | 《&AUDITION》 | 8    | 第三名出道 |